# Església de Santa Maria de Claret
L'Església de Santa Maria de Claret, o Mare de Déu de l'Esperança, és un edifici del municipi de Santpedor (Bages) protegida com a bé cultural d'interès local.

## Descripció
L'església de Santa Maria es troba al bell mig dels Plans de Santa Anna en el nucli de Claret, a tocar de la carretera de Navarcles (BV-4511) i del terme municipal de Sant Fruitós de Bages.
És una construcció romànica del segle xii formada per una nau rectangular coronada per un absis semicircular completament llis orientat a llevant, al qual s'hi obre una finestra de doble esqueixada rematada per un arc de mig punt adovellat. La nau es va eixamplant a mesura que s'apropa a l'absis, aquest està cobert amb volta de quart d'esfera, i la nau amb volta de canó, força estreta, obrada amb carreus de pedra petita i disposada sense massa ordre.
A l'extrem del mur de migdia s'alça un campanar de torre, de planta quadrada, afegit més tardanament. És construït amb grans carreus col·locats a contrajunt i units amb morter. La part superior del campanar es presenta dues obertures per cara i coberta de teula a quatre vessants. És una construcció massissa sense obertures, que dona caràcter de fortalesa a l'església de Santa Maria, recentment restaurada per la part exterior. La porta es troba en aquest mur de migdia i està emmarcada amb grosses dovelles. Encara que ocupa el lloc de la porta original, aquesta fou construïda dos o tres segles més tard.
Aquesta construcció fou damunt d'una petita església més antiga, documentada arqueològicament. L'església ha sigut modificada en afegir-se-li l'edifici barroc al segle xviii car aquesta nau es comunica amb la sagristia del santuari. Un massís campanar de planta quadrada ha estat últimament restaurada. Sembla que podria ser una antiga torre fortificada del lloc.
Recentment l'excavació de l'interior ha permès trobar la planta d'una església precedent, probablement del segle x o principis del XI. La planta és rectangular, una mica més estreta que la romànica i es conserva una alçada de murs fins a 1'5m. A la capçalera hi ha una finestra amb pany de clau.

## Història
Aquesta església es trobava dins l'antic terme de la ciutat de Manresa, al lloc de Claret, documentat, aquest, des del 1037, mentre que el temple s'esmenta el 1086. Fou fundada per la família Claret, propietària del lloc. Al voltant d'aquesta, es formà una sagrera documentada el 1130, que després es convertí en vila fortificada. Tenia terme parroquial propi i fins al segle xiv va mantenir aquest caràcter; al segle xvi quedà unida a l'església santuari de Juncadella. L'any 1184 el senyor Pere de Claret va donar l'església al monestir de Sant Benet de Bages i aquest monestir tenia el dret de proveir-hi rector. Durant l'Edat Mitjana l'església era el centre parroquial que aplegava diversos masos, així com un petit nucli de cases annex. El segle xviii apareix ja com a dependent de la Seu de Manresa. En construir-se, al costat mateix, l'església de Santa Anna de Claret, entre 1762 i 1769, la de Santa Maria quedà eclipsada, perdé el culte i quedà abandonada. L'any 1835 el terme parroquial es reparteix entre els municipis de Sant Fruitós de Bages i Santpedor, que obté la propietat de l'edifici.